# 若林良和
若林 良和（わかばやし よしかず、1959年2月9日 - ）は、日本の水産社会学者、愛媛大学教授。

## 略歴
滋賀県甲賀郡石部町（現・湖南市）生まれ。1981年学習院大学法学部政治学科卒、1987年佛教大学大学院社会学科博士課程中退、1999年「合弁カツオ漁業の地域的展開と現地化に関する研究 -ソロモン諸島・沖縄でのフィールドワークをもとにした社会学的アプローチ」で鹿児島大学博士（水産学）。1990年国立放送教育開発センター研究員、1992年松山東雲女子大学講師、助教授、1997年高知大学助教授、2001年愛媛大学南予水産研究センター助教授、社会共創学部教授となる。

## 著書
- 『カツオ一本釣り 黒潮の狩人たちの海上生活誌』1991 中公新書
- 『水産社会論 カツオ漁業研究による「水産社会学」の確立を目指して』御茶の水書房 2000
- 『カツオの産業と文化』成山堂書店 ベルソーブックス　2004
- 『ぎょしょく教育 愛媛県愛南町発水産版食育の実践と提言』編著 筑波書房 2008
- 『カツオと日本社会 カツオと海と人の関わりを問い直す』2009 (筑波書房ブックレット) 暮らしのなかの食と農

## 論文
- <若林良和